# Cariomothis suffusa
Cariomothis suffusa är en fjärilsart som beskrevs av Percy I. Lathy 1932. Cariomothis suffusa ingår i släktet Cariomothis och familjen Riodinidae. Inga underarter finns listade i Catalogue of Life.